# 李容発
李 容発（り ようはつ、Lǐ Róngfā、1847年 - 1864年?）は、太平天国の指導者の一人。
湖北省武昌府出身で1853年に太平天国軍が武昌を攻略した際に李秀成の養子となったという説と、李秀成の実子という説がある。1860年、「天朝九門御林忠義宿営軍忠二殿下」に封ぜられた。1861年、陸順徳に従って浙江省紹興に進攻し功績を立てた。1862年、譚紹光らとともに奉賢・南匯・川沙庁を攻撃し、上海に迫った。1863年には李秀成に従って安徽省を転戦した。1864年3月、林彩新らとともに常州から東進し、江陰でチャールズ・ゴードン率いる常勝軍を大いに破った。7月に天京が陥落すると黄文金らとともに幼天王洪天貴福を守り、江西省方面に逃れたがその後は不明。一説には9月に徽州で左宗棠率いる清軍に捕らえられたという。